# Division (matériel d'incendie)
Pour les articles homonymes, voir Division (homonymie).

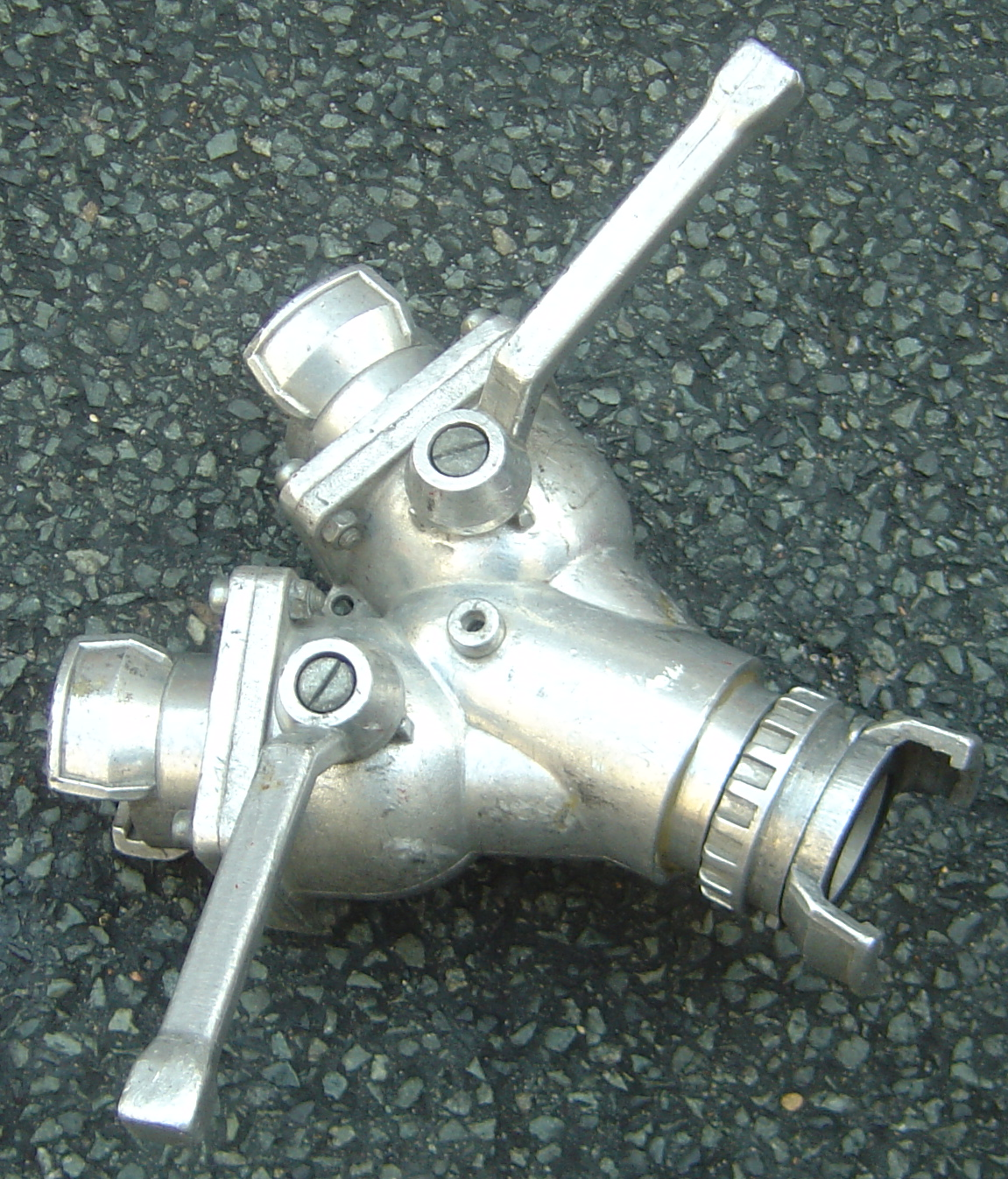
Division avec raccords Guillemin

Dans la lutte contre l'incendie, une division permet de dédoubler une conduite. Elle est composée d'une entrée et de plusieurs sorties, souvent de diamètres inférieurs, et généralement d'une vanne pour chaque sortie. Il va de soi que des raccords sont fixés aux extrémités.

## Dénominations

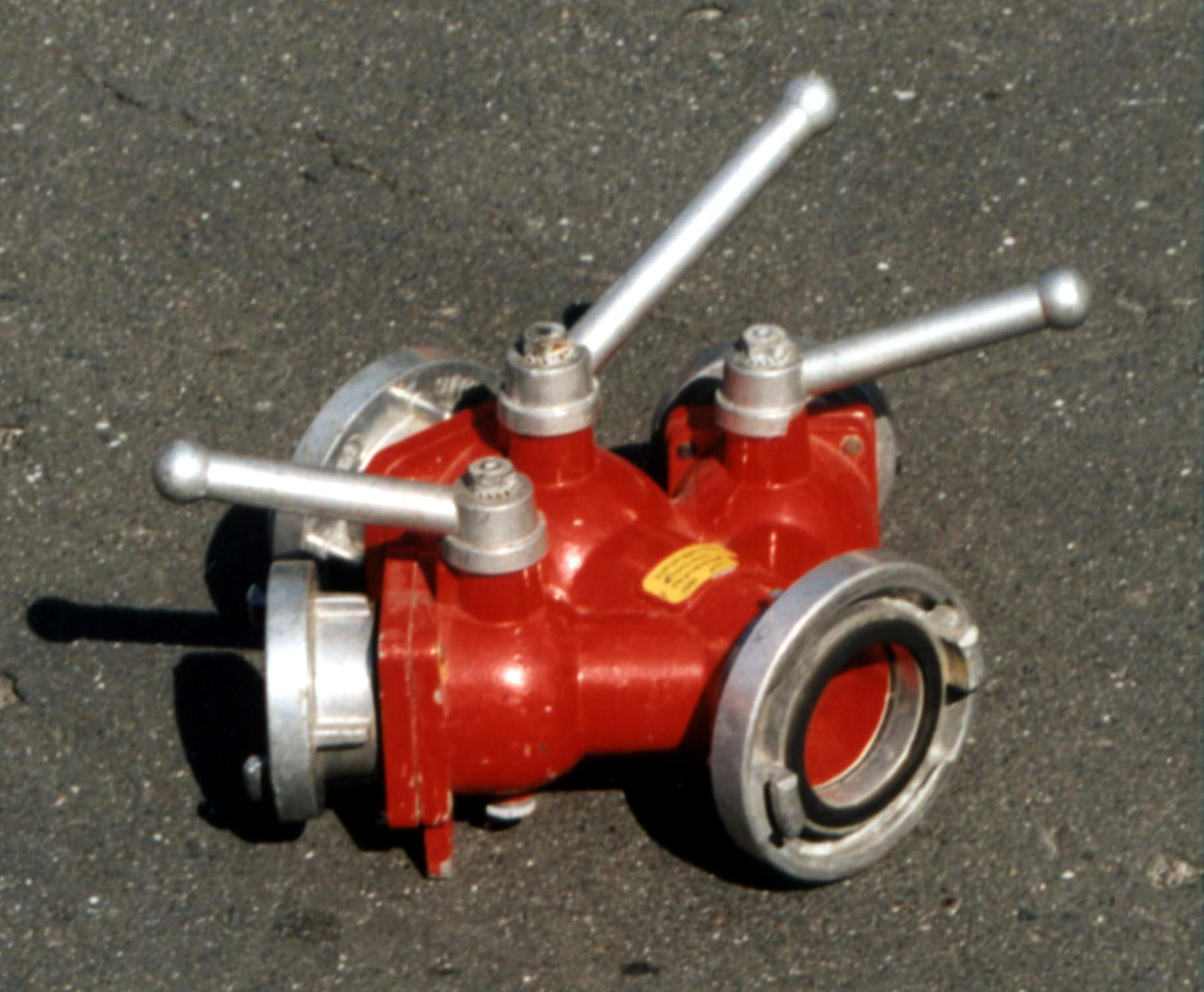
Dérivation avec raccords Storz 75 2×55 1×75

On parle souvent de bifurcation pour une division double (à deux sorties) et de trifurcation pour une division triple. Il arrive de trouver des divisions à 4 ou 5 sorties, prévues pour des dispositifs à grand débit.
On parle de « division A B×C » : A représente le diamètre d'entrée, B le nombre de sorties et C leur diamètre; par exemple division « 75 3×55 » (« soixante-quinze trois fois cinquante cinq » : entrée 75 mm, 3 sorties 55 mm). On ajoutera autant de couples B×C qu'il y a de diamètres de sortie différents.
Si une des sorties, généralement la sortie centrale d'une trifurcation, est du même diamètre que l'entrée, on parle parfois de « dérivation ».

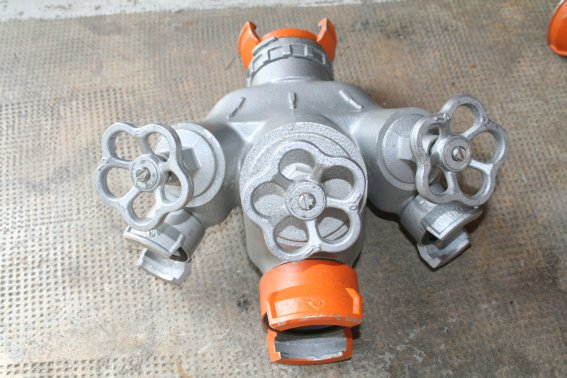
Division à robinet 60 mm / 60 mm 2x40 mm